# Saint-Charles-de-Bellechasse
| Saint-Charles-de-Bellechasse                   |                         |
| Saint-Charles-de-Bellechasse vista da rota 279 |                         |
| Coordenadas: 46º46'N, 70º57'W                  |                         |
| Província                                      | Quebec                  |
| Região administrativa                          | Chaudière-Appalaches    |
| Incorporado em                                 | 22 de dezembro de 1993  |
| Prefeito                                       | Charles-Eugène Blanchet |
| Código postal                                  | 19097                   |
|                                                |                         |
| Área                                           |                         |
| - Cidade                                       | 93,12 km², 37,39 mi²    |
| Fuso horário                                   | UTC -5                  |
| População (2006)                               |                         |
| - Cidade                                       | 2.159                   |
| - Densidade                                    | 23 hab/km², 58 hab/mi²  |
| Website: saint-charles.ca/                     |                         |

Saint-Charles-de-Bellechasse é uma municipalidade canadense do conselho  municipal regional de Bellechasse, Quebec, localizada na região administrativa de Chaudière-Appalaches. Em sua área de pouco mais de 93 km, habitam 2.159 pessoas. Tem seu nome em honra do bispo Charles Borromée. 

A cidade e cortada pelos trilhos da Canadian National Railway, pela rotas 218 e 279 e pelo rio Boyer. O município é acessível pela autoestrada 20 através das saídas 337 e 341. Em seu território há dois corpos d'água, os lagos Saint-Charles e Beaumont.